# Константин фон Алвенслебен
Константин фон Алвенслебен (26 август 1809 – 28 март 1892) е пруски и впоследствие германско-имперски генерал.

## Биография
Роден в Айхенбарлебен в провинцията Саксония, Алвенслебен влиза в пруската армия в курсантното тяло през 1827 г. Той става първи лейтенант през 1842 г., капитан през 1849 г. и майор на Великия генералски щаб през 1853 г., откъдето след няколко години отива в Министерството на войната. Скоро след това той е провъзгласен за полковник и командвал един пехотен полк до 1864 г., когато става майор-генерал след Втората Датска война.
Алвенслебен командва бригада в Австро-пруската война от 1866. При действието при Суур (Буркерсдорф) на 28 юни, той се проявява значително добре, а при битката при Кьонихгрец, където води настъпваща гвардия от Гвардейските тела, неговата енергия и инициатива са още по-осезаеми. Скоро след това той жъне успех с командването на дивизия, а генерал Вилхелм Хилер фон Гертринген пада в битка. Алвенслебен е провъзгласен за лейтенант-генерал и запазва своето управление след сключването на мир.
През 1870 г., в разгара на Френско-пруската война, Алвенслебен наследява принц Фридрих Карл в командването на 3-ти корпус, който формира част от Втората германска армия и с която той се проявява отново като талантлив предводител в битката при Марс-Ла-Тур. Скоро след своята смърт през 1892, той е награден с Ордена на Черния орел.
Пруският пехотен 52 полк е наречен фон Алвенслебен в негова чест.